# بات برگتسابرن
شهر باد برگ‌زابرن (به آلمانی: Bad Bergzabern) در ایالت راینلند-فالتز در کشور آلمان واقع شده است.